# 第33号交响曲 (莫扎特)
B♭大調第33號交響曲，目錄第319號，是沃尔夫冈·阿马德乌斯·莫扎特的交響曲作品之一，寫於1779年7月9日。
作品手稿現存波蘭克拉科夫亞捷隆大學圖書館。

## 背景
K. 319交響曲是1779年莫扎特自巴黎返回薩爾茨堡後的第二首交響曲作品。J·P·Larsen稱此曲為「回歸奧地利室內交響曲的傳統」，即使如此，本曲仍具有明顯的巴黎風格。原先為三樂章體裁，舞曲樂章可能是為1782年在維也納的演出而另行添加的。

### 出版
Artaria，於維也納，1785年

## 分析

### 配器
本曲的配器是莫扎特最後10首交響曲作品中最迷你者：
| - 木管 - 雙簧管：2 - 低音管：2 | - 銅管 - 法國號：2 | - 弦樂器 |

依照工具書《管弦樂作品手冊》指示，上述之配器可簡記為"0 2 0 2—2 0 0 0—str"。

### 結構
1. 甚快板（Allegro assai），
 拍子，奏鳴曲式
2. E♭大調，舒適的行板（Andante moderato），
 拍子，奏鳴曲式
3. 梅呂哀舞曲（Menuetto），
 拍子，三段體
4. 終曲，甚快板（Finale: Allegro assai），
 拍子，奏鳴曲式

第一樂章

第二樂章
曲式特點上，第二樂章雖為奏鳴曲式，再現部的第一、第二主題卻與一般的次序相反。
第三樂章
第四樂章

## 評價
- H·阿伯特：「本曲表現了在薩爾斯堡的奴隸性束縛中，快樂時光的體驗」。[2]
- 桑佛亞認為此曲給人以「美麗而喜悅的夏天之畫」的印象，評為「莫扎特的田園交響曲」。[2]

## 外部連結
- 莫扎特第33号交响曲：国际乐谱典藏计划上的乐谱
- 《莫扎特第33号交响曲》：谱子和报道（德语），《莫扎特全集》
- 莫扎特第33號交響曲的分析